# Дайдоев, Иван Тимофеевич
Иван Тимофеевич Дайдоев (10 мая 1923 — 18 октября 2008) — майор Рабоче-крестьянской Красной Армии, участник Великой Отечественной войны, Герой Советского Союза (1943).

## Биография
Иван Дайдоев родился 10 мая 1923 года в деревне Думиничи (ныне — Калужская область) в крестьянской семье. Окончил семь классов средней школы, после чего работал в колхозе, позднее стал наборщиком Думиничской районной типографии. В мае 1941 года Дайдоев был призван на службу в Рабоче-крестьянскую Красную Армию. С июня того же года — на фронтах Великой Отечественной войны. Принимал участие в боях на Юго-Западном, Северо-Западном, Степном, 2-м и 3-м Украинском фронтах.
В декабре 1942 года Дайдоев окончил Ленинградское артиллерийское училище. В боях два раза был ранен. К октябрю 1943 года гвардии лейтенант Иван Дайдоев командовал батареей 5-го гвардейского артиллерийского полка 10-й гвардейской воздушно-десантной дивизии 37-й армии Степного фронта. Отличился во время битвы за Днепр.
В ночь с 30 сентября на 1 октября 1943 года Дайдоев вместе с передовыми подразделениями полка на подручных средствах переправился через Днепр к югу от села Переволочна (ныне — Светлогорское Кобелякского района Полтавской области Украины). Он принял активное участие в освобождении села Мишурин Рог и отражении десяти контратак вражеских пехотных и танковых подразделений. 14 октября 1943 года во время боя под селом Днепровокаменка Дайдоев лично уничтожил четыре вражеских танка.
Указом Президиума Верховного Совета СССР от 20 декабря 1943 года за «образцовое выполнение боевых заданий командования на фронте борьбы с немецкими захватчиками и проявленные при этом мужество и героизм» гвардии лейтенант Иван Дайдоев был удостоен высокого звания Героя Советского Союза с вручением ордена Ленина и медали «Золотая Звезда» за номером 3160.
В апреле 1944 года во время форсирования Днестра к югу от Тирасполя Дайдоев получил тяжёлое ранение и контузию. В том же году он был в звании майора уволен в запас. Проживал в Запорожской области, работал в различных промышленных организациях.
В 1956 году окончил Мелитопольскую сельскохозяйственную школу по специальности агроном. Работал управляющим отделением Сокологорненского эфиромасличного совхоза-завода. За высокие производственные показатели был награждён вторым орденом Ленина.
Скончался в октябре 2008 года, похоронен в Запорожье.
Награждён двумя орденами Ленина, орденами Отечественной войны 1-й и 2-й степеней, рядом медалей.